# Baile na Finne
Baile na Finne (en anglès Fintown) és una vila d'Irlanda, al comtat de Donegal, a la província de l'Ulster. Es troba a la Gaeltacht an Láir, a l'oest del comtat. Té 296 habitants, dels quals el 59% són parlants de gaèlic irlandès. El punt més alt és l'Aghla (589 m) i les muntanyes Screig, la principal atracció de les quals és l'an Mhuc Dhubh, l'únic ferrocarril de via estreta operatiu a Donegal, ell Cumann Traenach na Gaeltachta Láir, que corre al llart del Lough Finn. La vila rep el nom per una dona mitològica, Finngeal, que s'ofegà en el llac després d'intentar salvar el seu germà ferit Feargamhain.